# دسته‌بندی فازی
دسته‌بندی فازی فرآیند گروه‌بندی عناصر در یک مجموعه فازی است که تابع عضویت آن بر اساس ارزش یک تابع گزاره‌ای فازی تعریف می‌شود. 
یک کلاس فازی C = { i | ~Π(i)}~ به عنوان یک مجموعه فازی C~ از اعضای i تعریف می شود به‌طوری که عضو i ، گزارۀ دسته‌بندی فازی Π~ را که یک تابع گزاره‌ای فازی است، ارضا می‌کند. اگر کلاس فازی را به عنوان یک عملگر { .| .}~ در نظر بگیریم،دامنۀ آن مجموعه متغیرهای V و مجموعه توابع گزاره‌ای فازی PF~ است؛ و برد آن، مجموعه توانی فازی (مجموعۀ همۀ زیر مجموعه‌های فازی) از مجموعه جهانی (P(U)~) است.
~{ . | . } : V × ~PF ⟶ ~P(U)
یک تابع گزاره‌ای فازی، مشابه عبارتی است شامل یک یا چند متغیر، به‌طوری که وقتی مقادیری به این متغیرها تخصیص داده می‌شود، عبارت به یک گزاره فازی تبدیل می‌شود. 
بر این اساس، دسته‌بندی فازی فرآیند گروه‌بندی اعضای دارای ویژگی‌های یکسان در یک مجموعه فازی است . یک دسته‌بندی فازی متناظر با یک تابع عضویت μ است، که عضویت اعضا در کلاس‌ها را با توجه به گزاره‌های دسته‌بندی فازی (Π~) مشخص می‌کند.
μ : ~PF × U ⟶ ~T
در اینجا، T~ مجموعۀ مقادیر ارزش فازی (بازۀ بین صفر و یک) است. گزارۀ دسته‌بندی فازی Π~ متناظر با یک محدودیت فازی "i از نوع R است" مي‌باشد، و R یک مجموعه فازی است که توسط یک تابع ارزش تعریف شده است. درجه عضویت فرد i در کلاس فازی C~ با مقدار ارزش گزاره فازی مربوطه تعریف می شود.
μ~C(i) := τ(~Π(i))

### دسته‌بندی
همانطور که می‌دانید، یک کلاس (یا دسته) مجموعه‌ای است که توسط یک ویژگی مشخص تعریف می‌شود و همه اشیایی که دارای آن ویژگی هستند، عناصر آن کلاس هستند. فرآیند دسته‌بندی برای یک مجموعه معین از اشیا ارزیابی می‌کند که آیا آنها ویژگی دسته‌بندی را برآورده می‌کنند، و در نتیجه عضوی از کلاس مربوطه هستند یا خیر. با این حال، این مفهوم شهودی دارای برخی ظرافت‌های منطقی است که نیاز به توضیح دارد.
منطق کلاس یک سیستم منطقی است که مجموعه را با استفاده از گزاره‌های منطقی و عملگر کلاس { . | . } می‌سازد. یک کلاس
C = { i | Π(i)}
به عنوان یک مجموعه C از اعضايي که گزارۀ دسته‌بندی Π را برآورده می‌کنند، تعريف مي‌شود . دامنه عملگر کلاس { .| .} مجموعه ای از متغیرهای V و مجموعه‌ای از توابع گزاره‌ای PF است، و برد آن، مجموعه توانيِ مجموعه جهانی، P(U) است، یعنی مجموعۀ همۀ زیر مجموعه‌های ممکن U:
{ . | . } : V×PF⟶P(U)
در اینجا به توضیح عناصر منطقی تشکیل دهنده این تعریف می پردازیم:
- یک عضو یک شی مرجع واقعی است.
- مجموعه جهانی (U) مجموعه‌ای از همه اعضای ممکن در نظر گرفته شده است.
- یک متغیر V:⟶R تابعی است که در یک برد از پیش تعریف شده R بدون هیچ آرگومانی نگاشت می‌شود: یک تابع مکان صفر.
- یک تابع گزاره‌ای عبارت است از "عبارتی حاوی یک یا چند جزء نامعلوم، به گونه‌ای که وقتی مقادیری به این اجزا اختصاص داده می‌شود، عبارت به یک گزاره تبدیل می‌شود". [۴]

در مقابل، دسته‌بندی فرآیند گروه بندی افراد دارای ویژگی های یکسان در یک مجموعه است. یک دسته‌بندی متناظر با یک تابع عضویت μ است که عضویت یک فرد در یک کلاس را با توجه به گزاره دسته‌بندی آن نشان می‌دهد.
μ : PF × U ⟶ T
تابع عضویت از مجموعه توابع گزاره‌ای PF و مجموعه جهاني U به مجموعه مقادیر ارزش T نگاشت می‌شود. عضویت μ فرد i در کلاس C با مقدار صدق τ گزاره دسته‌بندی Π تعریف می‌شود.
μC(i) := τ(Π(i))
در منطق کلاسیک مقادیر ارزش قطعی است. بنابراین یک دسته‌بندی کاملا دارای یک مرز مشخص است، زیرا مقادیر ارزش یا دقیقاً درست (یک) هستند یا دقیقاً نادرست (صفر) هستند.